# Формування плодових дерев
Формування плодових дерев — створення скелета дерева з відповідним до заданої форми крони розташуванням скелетних та обростаючих гілок. 
Формують крони шляхом проріджування та вкорочування пагонів та гілок або їх відхилення у різні положення і підв'язування до дротин шпалери чи кілків, забитих у землю без обрізування дерев. При формуванні крони останнім способом молоді дерева раніше вступають у плодоношення і дають більші врожаї плодів.

## Види та особливості
Типи крон плодових дерев умовно поділяють на відносно вільноростучі, або природні, штучно-природні та спеціальні, штучні. 
З вільноростучих у промисловому садівництві найпоширеніші такі: ярусна, розріджено-ярусна, природно поліпшена, чашоподібна, кущоподібна. 
З інших типів застосовують у виробничих умовах: лопатеву, напівплощинну, площинне веретено, поліпшену віялову, пальмету (див. Шпалерна культура, Шпалери (садово-паркові)).
Типи крон різняться між собою кількістю основних скелетних гілок, порядком розташування їх на стовбурі та напрямком росту. Крони, скелетні гілки яких розташовані рівномірно навколо стовбура, об'єднують у групу округлих, на протилежність площинним, у яких основні гілки формують у напрямку ряду, а в міжряддя — напівскелетні гілки.

## Джерело
- Формування плодових дерев // К. Д. Третяк. Українська радянська енциклопедія : у 12 т. / гол. ред. М. П. Бажан ; редкол.: О. К. Антонов та ін. — 2-ге вид. — К. : Головна редакція УРЕ, 1985. — Т. 12 : Фітогормони — Ь. — С. 26.